# Lee Jong-suk
Lee Jong-suk  (tiếng Hàn: 이종석; sinh ngày 14 tháng 9 năm 1989) là nam diễn viên, người mẫu người Hàn Quốc. Anh ra mắt năm 2005 với bộ phim ngắn Sympathy. Jong-suk trở thành người mẫu đại diện cho CASS Beer Fresh cùng với Kim Woo-bin và New Asics với Ha Ji Won. Anh đã giành giải "Diễn viên mới xuất sắc nhất" tại 2012 KBS Drama Awards cho School 2013. Năm 2013, Lee Jong-suk được xếp vị trí thứ 5 trong một cuộc khảo sát tiêu đề 'Diễn viên tỏa sáng 2013' bởi Gallup Korea, một trong những giải thưởng danh giá trong ngành giải trí Hàn Quốc.
Lee Jong-suk nổi tiếng với nhiều tác phẩm truyền hình như Đôi tai ngoại cảm (2013), Pinocchio  (2014), W (2016), Khi nàng say giấc (2017), Big Mouth (2022)...

## Sự nghiệp
Lee Jong-suk từng tham gia thi tuyển diễn viên vào đài truyền hình SBS khi anh còn là học sinh trung học và trúng tuyển vào lần tuyển dụng thứ 7  của đài SBS. Anh theo học khoa Điện ảnh nghệ thuật tại Đại học Konkuk,
Trong lĩnh vực người mẫu, Lee Jong-suk là người mẫu nam trẻ nhất của chương trình Seoul Collection.
Năm 2010, Lee tham gia vào 2 bộ phim truyền hình Hàn Quốc là Prosecutor Princess và Secret Garden. Jong-suk thu hút mọi người bởi chiều cao, vẻ quyến rũ của chính anh cũng như cách diễn xuất tự nhiên. Thành công và được nhiều người biết đến nhất là vai trò nhạc sĩ trong phim Secret Garden.
Tháng 9, 2011, Lee xuất hiện trong High Kick Season 3 của MBC.
Sau lần đóng bộ phim kinh dị Ghosts, Jong Suk bắt đầu đóng phim R2B: Return to Base với vai trò là diễn viên chính trong bộ phim bay đầu tiên. Anh giữ vai trò quan trọng cùng với Rain xuất hiện như một phần của đội phi công F-15K. Nó được làm lại từ bộ phim Hàn Quốc gốc năm 1964 Red Muffler/Scarf trong suốt chiến tranh Hàn Quốc.
Năm 2012 anh vào vai học sinh cấp 3 Go Nam Soon trong bộ phim School 2013. Anh nhận được Giải xuất sắc trong dàn diễn viên nam tại Korea Drama Awards trong bộ phim truyền hình SBS: I Hear Your Voice
Năm 2014, anh tham gia đóng bộ phim Hot Young Bloods với Park Bo-young. Ngoài ra anh còn là diễn viên chính trong phim No Breathing với Seo In-guk và Kwon Yuri của Girls' Generation.
Fanclub chính thức của Lee Jong-suk được ra đời với tên gọi With (với ý nghĩa With Jong-suk) trong buổi fanmeeting mừng sinh nhật 14 tháng 9, 2014.
Tháng 12 năm 2015, Lee Jong-suk kết thúc hợp đồng với công ty WellMade, chính thức trở thành diễn viên tự do. Đồng thời công bố tham gia vào dự án phim truyền hình đầu tiên Trung Quốc Người Tình Phỉ Thúy. Đây cũng là dự án hợp tác cuối cùng của Lee Jong-suk trước khi chính thức rời khỏi Wellmade. Bộ phim được quay tại một số địa điểm ở Trung Quốc như Thượng Hải, phim trường Hoành Điếm... kéo dài từ tháng 2 đến tháng 4, 2016.
Tháng 5 năm 2016, Lee Jong-suk chính thức gia nhập YG Entertainment, sát cánh cùng với các diễn viên kì cựu Kang Dong Won, Kim Hee Ae, Cha Seung Won, Choi Ji Woo v.v... Cùng năm, anh xác nhận tham gia bộ phim kịch tính, lãng mạn W cùng Han Hyo Joo. Bộ phim đạt được nhiều thành công và trở thành phim hay nhất năm của đài MBC
Ngày 24 tháng 8, 2018, Lee Jong-suk thành lập công ty riêng 'A-MAN Project' quản lý các hoạt động cá nhân, đồng thời phát triển công ty theo hướng quản lý diễn viên.

### Chương trình thời trang
| Năm  | Bộ sưu tập                                         | Nhà thiết kế                                                                                              |
| 2005 | Guangzhou Designer’s Biennale                      | Jang Kwang Hyo                                                                                            |
| 2005 | F/W Seoul Collection                               | Lee Jin Young                                                                                             |
| 2006 | S/S SFAA                                           | Jang Kwang Hyo, Lee Jin Young                                                                             |
| 2006 | 2006/2007 F/W Seoul Collection                     | Kim Yoo Sik, Park Jong Chul, Son Sung Geun, Lee Young Joon                                                |
| 2007 | SFAA                                               | Jang Kwang Hyo, Park Jong Chul, Lee Joo Young, Sohn Joo Young, BON, Han Seung Soo and others              |
| 2007 | S/S Levi’s Show (P/T)                              | - |
| 2007 | The 23rd Korea Best Dresser Kim Young Sae Show     | - |
| 2007 | S/S Seoul Collection                               | - |
| 2007 | The 23rd Korea Best Dresser Kim Young Sae Show     | Park Jong Chul, Son Sung Geun, Lee Joo Young, Lee Jin Yoon, Jang Kwang Hyo, Han Sang Hyuk and many others |
| 2007 | Konkuk University Graduation Fashion Show          | - |
| 2007 | Dongduk Women’s University Graduation Fashion Show | - |
| 2007 | 2007/2008 F/W SFAA                                 | Park Jong Chul, XESS, BON, Park Hae Rin, Kim Kyu Sik, Kwak HyunJoo, Hong Eun Joo and others               |
| 2007 | 2007/2008 F/W Spris Show                           | - |
| 2007 | 2007/2008 S/S SFAA collection                      | Kim Kyu Sik                                                                                               |
| 2008 | Sangmyung University Graduation Fashion Show       | - |
| 2008 | 2008/2009 F/W Habenormal Fashion                   | Park So Young, Yum Mi                                                                                     |
| 2008 | 2008/2009 F/W BON Exclusive Collection             | Han Sang Hyuk                                                                                             |
| 2009 | Gangnam Fashion Festival Kim Kyu Sik Show          | - |
| 2009 | S/S Seoul Collection Beyond Closet                 | - |
| 2009 | 2009 S/S Seoul Collection                          | Go Tae Young, Kwak Hyun Joo, Kim Si Yang, Song Hye Myung                                                  |
| 2009 | 2009/2010 F/W SFAA                                 | Han Hye Ja                                                                                                |
| 2009 | 2009/2010 F/W Seoul Collection                     | Go Tae Young, Kwak Hyun Joo, Park Sung Cheol, Park Hye Rin, Lee Young Joon, Lee Hyun Chan                 |
| 2010 | S/S XESS "Line or Circle" Seoul Collection         | - |
| 2010 | S/S Seoul Fashion Week: D.Gnak                     | Kang.D |
| 2010 | F/W Seoul Collection                               | Park Sung Cheol, Jung Doo Young, Choi Bum Suk                                                             |
| 2011 | S/S XESS "Line or Circle" Seoul Collection         | - |
| 2011 | S/S General Idea                                   | Choi Bom Seok                                                                                             |
| 2013 | 2013/2014 A/W Solid Homme 25th Anniversary RE:BORN | Woo Young Mi                                                                                              |
| 2021 | Seoul Fashion Week FW2021                          | Go Tae Young                                                                                              |

### Phim

#### Truyền hình
| Năm  | Phim                             | Nhân vật                                                        | Số tập | Kênh       |
| ---- | -------------------------------- | --------------------------------------------------------------- | ------ | ---------- |
| 2010 | Nữ công tố sành điệu             | Lee Woo Hyun                                                    | 16     | SBS        |
| 2010 | Khu vườn bí mật                  | Han Tae Sun                                                     | 20     | SBS        |
| 2011 | Gia đình là số 1 (P3)            | Ahn Jong Suk                                                    | 123    | MBC        |
| 2012 | When I Was The Prettiest         | Yoon Jung Hyuk                                                  | 1      | KBS        |
| 2012 | School 2013                      | Go Nam Soon                                                     | 16     | KBS        |
| 2013 | Đôi tai ngoại cảm                | Park Soo Ha                                                     | 18     | SBS        |
| 2013 | Ngôi sao khoai tây               | Khách mời (vai Jong Suk, tập 15)                                |        | SBS        |
| 2014 | Bác sĩ xứ lạ                     | Park Hoon                                                       | 20     | SBS        |
| 2014 | Pinocchio                        | Choi Dal Po/Ki Ha Myung                                         | 20     | SBS        |
| 2016 | Người tình phỉ thúy (Jade Lover) | Bai Luo Han                                                     |        | AnhuiTV    |
| 2016 | Nữ hoàng bình phẩm               | Khách mời (vai Song Dae-gi, tập 1)                              | 4      | Sohu & SBS |
| 2016 | W                                | Kang Chul                                                       | 16     | MBC        |
| 2016 | Cô nàng cử tạ Kim Bok Joo        | Khách mời (vai Jong-Suk, khách hàng tại cửa hàng gà rán, tập 2) | 16     | MBC        |
| 2016 | 7 nụ hôn đầu                     | Diễn viên hàng đầu Lee Jong-suk, tập 7                          | 8      | Naver      |
| 2017 | Khi nàng say giấc                | Jung Jae Chan                                                   | 16     | SBS        |
| 2018 | Thánh ca tử thần                 | Kim Woo Jin                                                     | 6      | SBS        |
| 2019 | Phụ lục tình yêu                 | Cha Eun Ho                                                      | 16     | tvN        |
| 2022 | Big Mouth                        | Park Chang Ho                                                   | 16     | MBC        |

#### Điện ảnh
| Năm  | Phim               | Nhân vật            | Nhà sản xuất          |
| ---- | ------------------ | ------------------- | --------------------- |
| 2005 | Sympathy           | Lee Han Sol         | CJ Capital Investment |
| 2010 | Ghost              | Hyun Wook           | Paramount Pictures    |
| 2012 | As One             | Choi Kyung Sub      | CJ Entertainment      |
| 2012 | Biệt đội tiêm kích | Ji Seok Hyun        | CJ Entertainment      |
| 2013 | The Face Reader    | Jin Hyeong          | Showbox               |
| 2013 | Mỹ nam đại chiến   | Woo Sang            | 9ers Entertainment    |
| 2014 | Hot Young Bloods   | Kang Joong Gil      | Lotte Entertainment   |
| 2017 | V.I.P              | Kim Gwang Il        | Warner Bros           |
| 2022 | The Witch 2        | Jang (khách mời)    | NEW                   |
| 2022 | Decibel            | Jeon Tae Sung       | East Dream Synopex    |
| 2024 | The Plot           | Jjaknun (khách mời) | NEW                   |

### Chương trình truyền hình
| Chương trình truyền hình | Chương trình truyền hình                    | Chương trình truyền hình | Chương trình truyền hình | Chương trình truyền hình |
| ------------------------ | ------------------------------------------- | ------------------------ | ------------------------ | ------------------------ |
| Năm                      | Chương trình                                | Vai trò                  | Kênh                     | Ghi chú                  |
| 2010                     | Strong Heart                                | Khách mời                | SBS                      | Tập 63-64                |
| 2012                     | Happy Together                              | Khách mời                | KBS                      | Tập 245                  |
| 2012                     | Happy Together                              | Khách mời                | KBS                      | Tập 260                  |
| 2012                     | Strong Heart                                | Khách mời                | SBS                      | Tập 131-132              |
| 2012                     | The Music Trend                             | MC                       | SBS                      |                          |
| 2013                     | Running Man                                 | Khách mời                | SBS                      | Tập 138                  |
| 2013                     | Real Mate in AUS                            | Khách mời                | QTV                      | Tập 1-2                  |
| 2013                     | Hwasin                                      | Khách mời                | SBS                      | Tập 16                   |
| 2014                     | Running Man                                 | Khách mời                | SBS                      | Tập 181                  |
| 2014                     | Rain Effect                                 | Khách mời                | MNET                     | Tập 5                    |
| 2015                     | Happy Camp                                  | Khách mời                | HBS, Trung Quốc          | Tập đặc biệt, Busan      |
| 2015                     | Stars from Korea, Season 2                  | Khách mời                | Sohu TV, Trung Quốc      | Tập 4 & 5                |
| 2016                     | SectionTV                                   | Khách mời                | MBC                      | Tập 834                  |
| 2016                     | SectionTV                                   | Khách mời                | MBC                      | Tập 837                  |
| 2016                     | Fantastic Duo                               | Ứng cử viên, top 6       | SBS                      | Tập 27                   |
| 2017                     | 3 Meals A Day, Season 4                     | Khách mời                | tvN                      | Tập 8 & 9                |
| 2018                     | May mắn hay năng lực - Cuộc chiến công bằng | Thuyết minh viên         | SBS, Phim tài liệu.      | 2 tập                    |

## Âm nhạc

### Âm nhạc
| Năm  | Bài hát                   | Cùng với                             | Ghi chú |
| 2017 | Come To me 내게 와        | While You Were Sleeping OST, Part 9  | [ 25 ]  |
| 2017 | Do You Know 그대는 알까요 | While You Were Sleeping OST, Part 12 | [ 26 ]  |

### Music videos (diễn viên)
| Năm  | Bài hát                             | Cùng với    | Ghi chú        |
| 2009 | I Don't Care                        | 2NE1        |                |
| 2011 | Don't Play Around                   | CHI CHI     |                |
| 2012 | Lost                                | Nicole Jung | Phiên bản Hàn  |
| 2012 | Lost                                | Nicole Jung | Phiên bản Nhật |
| 2014 | My Valentine                        | Jung Yup    | [ 28 ]         |
| 2016 | 받는 사랑이 주는 사랑에게 (Love is) | Davichi     | [ 29 ]         |

## Giải thưởng và đề cử
| Giải thưởng và đề cử | Giải thưởng và đề cử                         | Giải thưởng và đề cử                            | Giải thưởng và đề cử                   | Giải thưởng và đề cử |
| -------------------- | -------------------------------------------- | ----------------------------------------------- | -------------------------------------- | -------------------- |
| Năm                  | Giải thưởng                                  | Thể loại                                        | Đề cử                                  | Kết quả              |
| 2005                 | South Korean Superstar Selection Competition | Star of New Advertising Models                  | Lee Jong-suk                           | Đoạt giải            |
| 2006                 | SMART Model Contest                          | Most Photogenic Award                           | Lee Jong-suk                           | Đoạt giải            |
| 2011                 | Style Icon Awards                            | SIA's Choice Award                              | Lee Jong-suk                           | Đoạt giải            |
| 2012                 | Baeksang Arts Awards                         | Nam nghệ sĩ tạp kỹ xuất sắc nhất                | High Kick: Revenge of the Short Legged | Đề cử                |
| 2012                 | Baeksang Arts Awards                         | Nam diễn viên được yêu thích nhất - Truyền hình | High Kick: Revenge of the Short Legged | Đề cử                |
| 2012                 | KBS Drama Awards                             | Netizen Award, Actor                            | School 2013                            | Đề cử                |
| 2012                 | KBS Drama Awards                             | Best New Actor                                  | School 2013                            | Đoạt giải            |
| 2013                 | Mnet 20's Choice Awards                      | 20's Star - Nam                                 | School 2013                            | Đề cử                |
| 2013                 | Korea Drama Awards                           | Excellence Actor Award                          | I Can Hear Your Voice                  | Đoạt giải            |
| 2013                 | Korea Drama Awards                           | Giải cặp đôi đẹp nhất với Lee Bo-young          | I Can Hear Your Voice                  | Đoạt giải            |
| 2013                 | 6th Style Icon Awards                        | The 21st Century Gentleman                      | I Can Hear Your Voice                  | Đoạt giải            |
| 2013                 | 21st Korean Cultural Entertainment Awards    | Diễn viên xuất sắc                              | I Can Hear Your Voice                  | Đoạt giải            |
| 2013                 | 21st Korean Cultural Entertainment Awards    | Hallyu Grand Award                              | I Can Hear Your Voice                  | Đoạt giải            |
| 2013                 | 2013 APAN Star Awards                        | Diễn viên xuất sắc                              | I Can Hear Your Voice                  | Đoạt giải            |
| 2013                 | 2013 APAN Star Awards                        | Cặp đôi đẹp nhất với Lee Bo-young               | I Can Hear Your Voice                  | Đoạt giải            |
| 2013                 | SBS Drama Awards                             | Cặp đôi đẹp nhất với Lee Bo-young               | I Can Hear Your Voice                  | Đề cử                |
| 2013                 | SBS Drama Awards                             | Giải xuất sắc, Miniseries                       | I Can Hear Your Voice                  | Đoạt giải            |
| 2013                 | SBS Drama Awards                             | 10 ngôi sao hàng đầu                            | I Can Hear Your Voice                  | Đoạt giải            |
| 2014                 | 50th Baeksang Art Awards                     | Best Actor (Phim truyền hình)                   | I Can Hear Your Voice                  | Đề cử                |
| 2014                 | Grand Bell Awards                            | Most Popular Actor                              | Hot Young Bloods                       | Đề cử                |
| 2014                 | 9th Asia Model Festival Awards               | Giải ngôi sao người mẫu                         | -                                      | Đoạt giải            |
| 2014                 | Grimae Awards                                | Nam diễn viên xuất sắc nhất                     | Pinocchio                              | Đoạt giải            |
| 2014                 | Korea Drama Awards                           | Top Excellence Actor Award                      | Doctor Stranger                        | Đề cử                |
| 2014                 | SBS Drama Awards                             | Giải thưởng đặc biệt                            | Pinocchio, Doctor Stranger             | Đoạt giải            |
| 2014                 | SBS Drama Awards                             | Cặp đôi đẹp nhất với Park Shin Hye              | Pinocchio                              | Đoạt giải            |
| 2014                 | SBS Drama Awards                             | 10 ngôi sao hàng đầu                            | Pinocchio                              | Đoạt giải            |
| 2015                 | 51st Baeksang Art Awards                     | Most Popular Actor (Phim truyền hình)           | Pinocchio                              | Đoạt giải            |
| 2015                 | 8th Korea Drama Awards                       | Top Excellence Award, Actor                     | Pinocchio                              | Đoạt giải            |
| 2015                 | 6th Korean Popular Culture & Arts Award      | Prime Minister Award                            | -                                      | Đoạt giải            |
| 2016                 | MBC Drama Awards                             | Cặp đôi đẹp nhất với Han Hyo Joo                | W - Two Worlds                         | Đoạt giải            |
| 2016                 | MBC Drama Awards                             | Top Excellence Actor in Mini series             | W - Two Worlds                         | Đoạt giải            |
| 2016                 | MBC Drama Awards                             | Grand Prize (Daesang)                           | W - Two Worlds                         | Đoạt giải            |
| 2017                 | SBS Drama Awards                             | Cặp đôi đẹp nhất với Bae Suzy                   | While you were sleeping                | Đoạt giải            |
| 2017                 | SBS Drama Awards                             | Top Excellent Actor                             | While you were sleeping                | Đoạt giải            |
| 2022                 | MBC Drama Awards                             | Grand Prize (Daesang)                           | Big Mouth                              | Đoạt giải            |
| 2022                 | MBC Drama Awards                             | Cặp đôi đẹp nhất với Im Yoona                   | Big Mouth                              | Đoạt giải            |

## Quảng cáo/Thương mại

### Quảng cáo
| Năm  | Nhãn hiệu                                         | Ghi chú                                                            |
| 2009 | IVY Club School uniforms                          |                                                                    |
| 2009 | Levi's                                            | [ 30 ]                                                             |
| 2009 | MYMUI                                             |                                                                    |
| 2011 | TBJ                                               |                                                                    |
| 2011 | SK-II Pitera Essence                              |                                                                    |
| 2011 | The Body Shop White Musk                          |                                                                    |
| 2011 | Make Up For Ever: Rouge Artist Natural            |                                                                    |
| 2011 | Biotherm Homme: T-PUR                             |                                                                    |
| 2011 | SKONO 10TRENDS                                    | [ 31 ]                                                             |
| 2011 | EZIO S/S Collection                               |                                                                    |
| 2011 | TBJ F/W Collection                                |                                                                    |
| 2011 | Take-out Milk campaign                            | TetraPak Korea                                                     |
| 2012 | Jambangee                                         | with Park Shin Hye                                                 |
| 2013 | ASICS                                             | with Ha Ji Won                                                     |
| 2013 | Cass                                              | with Kim Woo Bin                                                   |
| 2013 | Poko Pang                                         | NHN Entertainment                                                  |
| 2013 | Save The Children                                 |                                                                    |
| 2013 | Trugen                                            | with Kim Woo Bin                                                   |
| 2013 | Jambangee                                         | with Park Shin Hye                                                 |
| 2013 | Narang D Cider                                    |                                                                    |
| 2013 | Coffee & Biatti                                   |                                                                    |
| 2013 | Nongshim Shrimp Crackers                          |                                                                    |
| 2013 | Skin Food                                         | [ 37 ] [ 38 ]                                                      |
| 2013 | SK - OK Cashbag                                   | SK Planet                                                          |
| 2013 | Olleh All-IP                                      | Korea Telecom Corporation, with Lee Bo Young                       |
| 2014 | Asics                                             |                                                                    |
| 2014 | Standard Charter (Good Library Project, Season 3) |                                                                    |
| 2014 | Milkcow                                           | with Go Joon He                                                    |
| 2014 | G by Guess                                        | with Kang Min Kyung                                                |
| 2014 | Semir                                             | China brand, with Angela Baby                                      |
| 2014 | Shilla Duty Free                                  |                                                                    |
| 2014 | Oakley                                            | the 1st Korean model                                               |
| 2014 | Lock & Lock                                       | Asian markets (Korea, China, Vietnam, Hongkong, Taiwan, Indonesia) |
| 2014 | MVIO                                              | Samsung company in Korea and China markets                         |
| 2015 | Skin Food                                         | with Kim Yoo Jung                                                  |
| 2015 | Millet                                            | with Park Shin Hye                                                 |
| 2015 | Sunkist                                           |                                                                    |
| 2015 | BBQ Chicken                                       | with Bae Suzy                                                      |
| 2015 | Semir                                             | China brand                                                        |
| 2016 | Lock & Lock                                       | Asian markets (Korea, China, Vietnam, Hongkong, Taiwan, Indonesia) |
| 2016 | Hapsode                                           | China cosmetic product in Korea market                             |
| 2016 | Glemall                                           | China department store                                             |
| 2016 | VEDI VERO                                         | Sunglasses                                                         |
| 2016 | Gong Cha                                          | Food & beverage                                                    |
| 2016 | Star Phone                                        | TCL/Alcatel (China market)                                         |
| 2016 | Lotte Duty Free                                   | [ 43 ]                                                             |
| 2017 | Samsonite                                         | Samsonite Red                                                      |
| 2017 | Sieg Fahrenheit                                   | Sieg Fahrenheit                                                    |
| 2017 | Celebeau                                          | Celebeau                                                           |
| 2017 | Korea Tourism                                     | [ 47 ]                                                             |
| 2018 | Dragon Nest M                                     | [ 48 ]                                                             |
| 2018 | su:m37                                            |                                                                    |
| 2019 | Ce& (CE.and)                                      |                                                                    |
| 2021 | Prada                                             | [ 49 ]                                                             |

### Tạp chí
- Marie Claire [50]
- CeCi [51]
- BAZAAR[52]
- High Cut (Lee Jong-suk - f(x)'s Krystal [53]
- CeCi (Lee Jong-suk - ZEA's Kwanghee [53]
- J Style  (Lee Jong-suk - After School's Nana)[53]
- STAR1 (Lee Jong-suk - Kim Woo Bin) [54]
- Vogue Girl (Lee Jong-suk - SISTAR) [55]
- Cosmopolitan
- K-BOYS Cosmic Mook Japanese Magazine [56]
- KoreA STAR Japanese Magazin [56]
- 安妮
- 爱丽丝
- W
- shape
- 流行通信
- Elle Girl [57]
- Vogue Girl[58]
- STARAZ [59]
- The Big Issue Korea [56]
- SEHEN
- Auction Top7 Stylist Project
- OhBoy!
- 1st Look
- InStyle
- SURE
- GQ Korea
- Singles
- Cine21
- CAMPUS10
- NYLON
- K-Wave
- Cosmopolitan BIFF Special
- Magazine M
- ELLE Men
- GEEK
- THE STAR
- Style Chosun
- High Cut Vol 166 [60]

| Tạp chí | Tạp chí                                   | Tạp chí |
| ------- | ----------------------------------------- | ------- |
| Năm     | Tên báo                                   | Ghi chú |
| 2011    | ...                                       | N/A     |
| 2012    | Vogue CéCi Sure Singles ELLE ...          |         |
| 2013    | CAMPUS10, số tháng 2                      |         |
| 2013    | Style Chosun, số tháng 2                  |         |
| 2013    | CéCi, số tháng 3                          |         |
| 2013    | Harper's BAZAAR, số tháng 2               |         |
| 2013    | Star1, số tháng 3                         |         |
| 2013    | Vogue, số tháng 3                         |         |
| 2013    | Asta TV, số tháng 4                       |         |
| 2013    | Marie Claire, số tháng 4                  |         |
| 2013    | K Wave, số tháng 6                        |         |
| 2013    | Japan Date (Japan), số tháng 7            |         |
| 2013    | Single, số tháng 7                        |         |
| 2013    | Vogue, số tháng 7                         |         |
| 2013    | W, số tháng 7                             |         |
| 2013    | Single, số tháng 10                       |         |
| 2013    | CéCi, số tháng 10                         |         |
| 2013    | Cosmopolitan BIFF, số tháng 10            |         |
| 2013    | ELLE (Hong Kong), số tháng 11             |         |
| 2013    | Star1 vol 20, số tháng 11                 | ,       |
| 2013    | Vogue, số tháng 11                        |         |
| 2013    | M vol 35, số tháng 11                     |         |
| 2013    | Geek, số báo tháng 12                     |         |
| 2013    | YES Magazine (Hong Kong), số báo tháng 12 |         |
| 2013    | The Star, số báo tháng 12                 |         |
| 2013    | W, số tháng 12                            |         |
| 2014    | CINE21, số tháng 1                        |         |
| 2014    | High Cut, số tháng 1                      |         |
| 2014    | 10+, số tháng 4                           |         |
| 2014    | Marie Claire, số tháng 4                  |         |
| 2014    | Dazed vol 72, số tháng 4                  |         |
| 2014    | CéCi, số tháng 6                          |         |
| 2014    | High Cut, số tháng 6                      |         |
| 2014    | InStyle, số tháng 9                       |         |
| 2014    | CéCi, số tháng 10                         |         |
| 2014    | Nylon, số tháng 10                        |         |
| 2014    | GQ, số tháng 10                           |         |
| 2015    | Marie Claire, số tháng 2                  |         |
| 2015    | Esquire, số tháng 4                       |         |
| 2015    | InStyle, số tháng 4                       |         |
| 2015    | Allure, số tháng 6                        |         |
| 2015    | Star1 vol 40, số tháng 7                  | ,       |
| 2015    | Marie Claire, số tháng 12                 | [ 72 ]  |
| 2016    | High Cut vol 166, số tháng 2              | [ 73 ]  |
| 2016    | Vogue Taiwan, số tháng 5                  | [ 74 ]  |
| 2016    | CéCi, số tháng 6                          | [ 75 ]  |
| 2016    | GQ Taiwan, số tháng 6                     | [ 76 ]  |
| 2016    | Arena Homme, số tháng 7                   |         |
| 2016    | W Korea, số tháng 8                       | [ 77 ]  |
| 2016    | High Cut vol 181, số tháng 9              | [ 78 ]  |
| 2016    | Instyle, số tháng 10                      | [ 79 ]  |
| 2016    | L'officiel Homme, số tháng 10             | [ 80 ]  |
| 2016    | Dazed and Confused, số tháng 11           | [ 81 ]  |
| 2016    | CéCi, số tháng 11                         | [ 82 ]  |
| 2016    | Cosmomen, số tháng 12                     | [ 83 ]  |
| 2017    | Cine21                                    |         |
| 2017    | Magazine M                                |         |
| 2017    | Highcut, số tháng 9                       |         |
| 2017    | Vogue, số tháng 9                         | [ 83 ]  |
| 2017    | Esquire, số tháng 11                      | [ 84 ]  |
| 2017    | Elle Men Hong Kong, số tháng 12           |         |
| 2018    | High Cut, số tháng 1                      | *       |
| 2018    | Instyle, số tháng 2                       |         |
| 2018    | Harper's Bazaar China, số tháng 2         |         |
| 2018    | Elle, số tháng 11                         | [ 85 ]  |
| 2019    | Esquire, số tháng 2                       | [ 86 ]  |
| 2019    | Highcut, số 234 (tháng 2)                 | [ 87 ]  |
| 2019    | Elle China, số tháng 3                    |         |
| 2019    | Arena Homme, số tháng 4                   | [ 88 ]  |
| 2021    | Esquire, số tháng 2                       | ,       |
| 2021    | Elle, số tháng 3                          | [ 91 ]  |
| 2021    | 精彩OK, số tháng 4                        | [ 92 ]  |
| 2021    | Harpers Bazaar, số tháng 6                |         |
| 2021    | L'officiel Philippines, số tháng 9        | [ 93 ]  |
| 2021    | Arena Homme, số tháng 10                  | [ 94 ]  |
| 2021    | CéCi China Star, số tháng 11              | [ 95 ]  |
| 2022    | Elle, số tháng 3                          | [ 96 ]  |
| 2022    | Elle Men Singapore, số tháng 9            | [ 97 ]  |
| 2022    | Vogue, số tháng 10                        | [ 98 ]  |
| 2022    | Arena Homme, số tháng 12                  | [ 99 ]  |
| 2023    | Ellle Japan, số tháng 2                   | [ 100 ] |
| 2023    | Anan Japan, số 2335                       | [ 101 ] |
| 2023    | Esquire, số tháng 3                       | ,       |
| 2023    | Crea Japan, số mùa xuân Spring 375        | [ 104 ] |
| 2024    | Harper's Bazaar KR, số tháng 5 (Digital)  |         |

## Event
| Event | Event                                                | Event                      |
| ----- | ---------------------------------------------------- | -------------------------- |
| Năm   | Hoạt động                                            | Địa điểm                   |
| 2011  | Sia Style Icon Awards                                | Seoul                      |
| 2012  | Undefined many events in 2012                        | Seoul                      |
| 2013  | Style Icon Awards                                    | Seoul                      |
| 2013  | Calvin Klein's Vogue Fashion Night Out               | Seoul                      |
| 2013  | Jo Malone's Sugar & Spice Pop Up Lounge              | London                     |
| 2013  | Fashion SFW 최범석 13 F/W collection celebrity 참석  | Seoul                      |
| 2013  | National League Event                                | Seoul                      |
| 2013  | Solid Homme 25th Anniversary Collection Fashion Show | Seoul                      |
| 2013  | Cass Event (with Kim Woo Bin)                        | Busan                      |
| 2013  | Cass Tok Party                                       | Seoul                      |
| 2013  | Press Conference of The Face Reader Movie            | Seoul                      |
| 2013  | Cass Point Awards Event                              | Seoul                      |
| 2013  | Koon With A View Event                               | Seoul                      |
| 2013  | Korean Drama Awards                                  | Seoul                      |
| 2013  | SkinFood Event                                       | Seoul                      |
| 2013  | APAN Awards                                          | Seoul                      |
| 2013  | Korean Culture Entertainment Award                   | Seoul                      |
| 2013  | Friend 2 Movie VIP Premier                           | Seoul                      |
| 2013  | No Breathing Promotion & a series of Greeting Stages | Seoul, Hong Kong           |
| 2013  | Standard Chartered Bank Opening Gallery              | Seoul                      |
| 2013  | L'inoui Store Opening                                | Seoul                      |
| 2013  | SBS Drama Awards                                     | Seoul                      |
| 2014  | Beaker Store Opening                                 | Seoul                      |
| 2014  | Standard Chartered's Good Voice Festival             | Seoul                      |
| 2014  | Golden Disk Awards                                   | Seoul                      |
| 2014  | Asia Model Awards                                    | Seoul                      |
| 2014  | A series of 8 Greeting Stages of Hot Boiling Youth   | Seoul                      |
| 2014  | Millies Store Opening                                | Seoul                      |
| 2014  | Hugo Boss Store Opening                              | Hong Kong                  |
| 2014  | SBS Drama Awards                                     | Seoul                      |
| 2014  | Grimae Awards                                        | Seoul                      |
| 2015  | Twenty VIP Premier                                   | Seoul                      |
| 2015  | Channel Fashion Show                                 | Seoul                      |
| 2015  | Kim Woo Bin's fanmeeting                             | Seoul                      |
| 2015  | L'inoui                                              | Lotte, Seoul               |
| 2015  | Valentino Camouflage Pop Up Exhibition               | Hong Kong                  |
| 2015  | Park Kyung Lim's Talk Concert                        | Seoul                      |
| 2015  | Burberry Grand Opening Flagship store                | Seoul                      |
| 2015  | Korea Popular Cultural Awards                        | Seoul                      |
| 2015  | Call It Passion Movie VIP Premier                    | Seoul                      |
| 2015  | Korean Culture Festival                              | Seoul                      |
| 2015  | Himalayas Movie VIP Premier                          | Seoul                      |
| 2016  | Burberry Menwear Show 2016 Fashion Show              | London                     |
| 2016  | Madame Tussauds                                      | Hong Kong                  |
| 2016  | Dior Homme Flagship store Grand Opening              | Taiwan                     |
| 2016  | Konkuk 85th Anniversary Music Festival               | Konkuk University, Seoul   |
| 2016  | 52nd Beaksang Art Awards                             | Kyunghee University, Seoul |
| 2016  | Golden Goose Premium Brand                           | Seoul                      |
| 2016  | Burberry, The tale of Thomas Burberry                | Seoul                      |
| 2016  | Master movie VIP Premier                             | Seoul                      |
| 2017  | Life @ Journey, Samsonite                            | Seoul                      |
| 2017  | Paris Fashion Week 2017                              | Paris                      |
| 2017  | Hera Seoul Fashion Week 2018, Beyond Closet          | Seoul                      |
| 2018  | Gucci Flagship Store                                 | Seoul                      |
| 2018  | Alexander McQueen                                    | Seoul                      |
| 2018  | Hera Seoul Fashion Week 2019, Beyond Closet          | Seoul                      |
| 2022  | Prada Tropica Popup Store                            | Seoul                      |
| 2022  | Valentino Pink PP Collection                         | Seoul                      |
| 2023  | Bottega Veneta Popup Store                           | Seoul                      |
| 2023  | Maison Margiela Popup Store                          | Gyeonggi                   |
| 2023  | Fred Jelwery                                         | Seoul                      |
| 2023  | Burberry Seongsu Rose                                | Seoul                      |
| 2023  | Tiffany & CO - Tiffany HOUSE of ICONS                | Seoul                      |
| 2024  | BVLGary Studio                                       | Seoul                      |

## Fanmeeting/Fansign
| Fanmeeting | Fanmeeting                 | Fanmeeting                                                 | Fanmeeting |
| ---------- | -------------------------- | ---------------------------------------------------------- | ---------- |
| Năm        | Hoạt động                  | Địa điểm                                                   | Thời gian  |
| 2011       | 1st Fanmeeting             | Seoul                                                      | 2011       |
| 2013       | 2nd Fanmeeting             | Seoul                                                      | 17.03.2013 |
| 2013       | 1st Oversea Fanmeeting     | Taiwan                                                     | 01.06.2013 |
| 2014       | Lee Jong-suk Fanmeeting    | Shanghai                                                   | 14.02.2014 |
| 2014       | Birthday Fanmeeting        | Seoul - Donghae Culture & Art Center, Kwangwoon University | 14.09.2014 |
| 2014       | Asia Tour Fanmeeting       | Beijing                                                    | 19.10.2014 |
| 2014       | Asia Tour Fanmeeting       | Thailand                                                   | 01.11.2014 |
| 2015       | Asia Tour Fanmeeting       | Guang Zhou                                                 | 27.02.2015 |
| 2015       | Asia Tour Fanmeeting       | Taiwan                                                     | 21.03.2015 |
| 2015       | Asia Tour Fanmeeting       | Shanghai, Luwan Gymnasium                                  | 28.03.2015 |
| 2015       | Asia Tour Fanmeeting       | Japan (2 sessions)                                         | 23.05.2015 |
| 2015       | Asia Tour Fanmeeting       | Hong Kong - Hong Kong Asia Expo                            | 30.05.2015 |
| 2015       | With You Birthday Party    | Seoul - COEX                                               | 13.09.2015 |
| 2016       | Variety                    | Seoul - Olympic Park, Olympic Hall                         | 10.09.2016 |
| 2016       | Variety                    | Osaka, Japan - ZEPP NAMBA                                  | 25.09.2016 |
| 2016       | Variety                    | Tokyo, Japan - Toyosu PIT                                  | 27.09.2016 |
| 2016       | Variety                    | Taiwan - National Taiwan University Sports Center          | 22.10.2016 |
| 2016       | Variety                    | Singapore - MegaBox Convention Centre, Big Box             | 12.11.2016 |
| 2017       | Variety                    | Saitama, Japan - Omiya Sonic City                          | 01.02.2017 |
| 2017       | Variety                    | Saitama, Japan - Omiya Sonic City                          | 02.02.2017 |
| 2017       | Variety                    | Bangkok - IMPACT Muangthong Thani, Thunder Dome            | 25.02.2017 |
| 2017       | DreamLike                  | Seoul - Olympic Park, Olympic Hall                         | 10.09.2017 |
| 2017       | DreamLike                  | Osaka, Japan                                               | 06.12.2017 |
| 2017       | DreamLike                  | Saitama, Japan                                             | 08.12.2017 |
| 2018       | Crank Up                   | Chiba, Japan - Maihama Amphitheater                        | 17.08.2018 |
| 2018       | Crank Up                   | Osaka, Japan - Orix Theater                                | 19.08.2018 |
| 2018       | Crank Up                   | Osaka, Japan - Orix Theater                                | 20.08.2018 |
| 2018       | Pit-a-Pat                  | Seoul, Korea - KSB Arena                                   | 01.09.2018 |
| 2018       | Crank Up                   | Taipei, Taiwan - TICC                                      | 09.09.2018 |
| 2018       | Crank Up                   | Bangkok, Thailand - Central Plaza Chaengwattana            | 15.09.2018 |
| 2018       | Crank Up                   | Jakarta, Indonesia - Kota Kasablanka                       | 03.11.2018 |
| 2018       | Crank Up                   | Manila, Philippines - Araneta Coliseum                     | 18.11.2018 |
| 2022       | Re, Jong Suk               | Seoul, Bluesquare Master Hall                              | 12.09.2022 |
| 2022       | Re, Jong Suk               | Oska, Grand Cube Osaka                                     | 21.12.2022 |
| 2022       | Re, Jong Suk               | Tokyo, Tokyo Dome City Hall                                | 23.12.2022 |
| 2023       | Fanmeet in Manila          | Manila, Philippines - PICC Plenary Hall                    | 16.04.2023 |
| 2023       | Dear. My With              | Hong Kong, Asia World-Expo, Runway 11                      | 01.07.2023 |
| 2023       | Dear. My With              | Taipei, Taiwan - TICC                                      | 08.07.2023 |
| 2023       | Dear. My With              | Jakarta, Indonesia - Tennis Indoor Senayan                 | 17.07.2023 |
| 2023       | Dear. My With              | Dubai, UAE - The Agenda                                    | 05.08.2023 |
| 2023       | Dear. My With              | Bangkok, Thailand - Chaengwattana Hall                     | 18.08.2023 |
| 2023       | Dear. My With              | Seoul, Korea - KBS Arena                                   | 10.09.2023 |
| 2023       | Dear. My With              | Osaka, Japan - Festival Hall                               | 18.09.2023 |
| 2023       | Dear. My With              | Tokyo, Japan - Tokyo Int’ Forum, Hall A                    | 21.09.2023 |
| 2023       | Dear. My With              | Singapore - The Esplanade Theatre                          | 04.10.2023 |
| 2023       | Dear. My With              | Macau - Broadway Theatre, Broadway Macau                   | 15.10.2023 |
| 2023       | Dear. My With              | Ho Chi Minh, Vietnam - Adora Center                        | 28.10.2023 |
| 2023       | Thank You My With (Encore) | Yokohama, Japan - Pacifico Yokohama                        | 04.12.2023 |

| Fansign | Fansign                                | Fansign   | Fansign    |
| ------- | -------------------------------------- | --------- | ---------- |
| Năm     | Hoạt động                              | Địa điểm  | Thời gian  |
| 2013    | Jambangee                              | -         | 22.02.2013 |
| 2013    | Skin Food                              | Seoul     | 22.03.2013 |
| 2013    | Cass                                   | Busan     | 02.08.2013 |
| 2013    | Jambangee                              | -         | 11.10.2013 |
| 2013    | Trugen                                 | -         | 11.10.2013 |
| 2013    | Cass                                   | -         | 27.10.2013 |
| 2013    | Narangd Cider                          | -         | 11.2013    |
| 2013    | Christmas Lighting Ceremony            | Hong Kong | 01.12.2013 |
| 2014    | Olleh                                  | Seoul     | 11.01.2014 |
| 2014    | Coffee Bene Grand Opening              | Vietnam   | 24.08.2014 |
| 2014    | G by Guess                             | Busan     | 24.10.2014 |
| 2014    | Skin Food                              | Thailand  | 02.11.2014 |
| 2015    | BBQ Chicken                            | Shanghai  | 16.05.2015 |
| 2015    | Skin Food                              | Shanghai  | 09.08.2015 |
| 2015    | Millet                                 | Busan     | 31.10.2015 |
| 2015    | Lock & Lock                            | n/a       | 05.12.2015 |
| 2016    | Lock & Lock, Tumbler Day               | Seoul     | 19.12.2016 |
| 2017    | Poetry Book “Everything Is Your Fault” | Seoul     | 23.12.2017 |

## Photobook, Goods & Others
| Photobook, Goods | Photobook, Goods                                        | Photobook, Goods | Photobook, Goods    |
| ---------------- | ------------------------------------------------------- | --- | ------------------- |
| Năm              | Tên                                                     | Mô tả | Thời gian phát hành |
| 2014             | 1st Photobook                                           | Photobook, DVD | 06.10.2014          |
| 2015             | Season's Greeting 2016                                  | Diary, Mini Diary, Sticker, Ball Pen | 2015                |
| 2015             | 2014 - 2015 Lee Jong-suk Asia Tour Story - With         | Photobook, Mini DVD, Photo Set, Photo Frame | 01.08.2015          |
| 2015             | With Me Photobook                                       | Photobook, 2016 Calendar | 01.12.2015          |
| 2017             | 2017 Calendar                                           | Coloring Calendar, Colored Pencil Set, Photo Cards | 2016                |
| 2017             | Everything is your fault 모두가 네 탓 (나태주 X 이종석) | Poet Photobook + DVD | 20.12.2017          |
| 2018             | 2018 Welcoming Collection                               | Portrait Book, Fanmeeting Making Photobook, Diary Notebook, Bookmark Desk Calendar, Wall Calendar, Sticker, Online Video Authentication Card                                                                                        | 02.2018             |
| 2018             | Dream With Us                                           | DreamLike Seoul FM Photobook, Poster, Post-card (3 versions), Masking Tape | 03.2018             |
| 2019             | Lee Jong Suk 2019 Special Edition                       | Photobook, Desk Calendar | 12.2018             |
| 2022             | Lee Jong Suk Season Greetings 2022                      | New Year Card, Photobook, Desk Calendar, Photo Film, Polaroid, Sticker, | 12.2021             |
| 2023             | Lee Jong Suk Season Greetings 2023                      | Calendar, Planner, Photobook, Tracker paper & Sticker set, 4Cut Photo, Photocard, Lenticular Magnet | 12.2022             |
| 2023             | Dear. My With FM Tour MD                                | Pin Button & Embroidery Wappen Set, Acrylic Pendant Keyring, Photocard, Scratch Card, Letter Paper, Image Picket, Masking Tape, Special Ticket, Paper Magnet, Photo Stamp, Ball Cap, T-shirt, Acrylic Pendant Gel Pen, Collect Book | 08.2023             |
| 2024             | I'm Your 5959                                           | Desk calendar, Stickers, Photo cards | 12.2024             |

| Bazaar and others | Bazaar and others                                | Bazaar and others  | Bazaar and others |
| ----------------- | ------------------------------------------------ | ------------------ | ----------------- |
| Năm               | Tên                                              | Thời gian          |                   |
| 2018              | Lee Jong-suk - Dream With US Exhibition & Bazaar | 28.02 - 04.03.2018 |                   |
| 2023              | Lee Jong Suk's Bazaar 2023                       | 30.04.2023         |                   |